# Ivica Kostelić
Ivica Kostelić (n. 23 noiembrie 1979, Zagreb, Republica Socialistă Croația, RSF Iugoslavia) este un schior alpin ce a reprezentat Croația, medaliat olimpic. A participat la 4 ediții ale Jocurilor Olimpice (2002, 2006, 2010, 2014) în care a câștigat 4 medalii de argint.